# Oscar Ringwall
Oscar Wilhelm Ringwall, född 1845 i Stockholm, död i januari 1916 i Minneapolis, var en svensk-amerikansk klarinettist och dirigent.
Ringwall var son till musikdirektören i Berns salong, Fredrik Wilhelm Ringvall, erhöll först musikalisk utbildning som elev vid Svea livgarde. Efter studier vid musikkonservatoriet engagerades han 1865 vid Kungliga Hovkapellet, men reste 1867 till London, där han blev andre kapellmästare hos Kristina Nilsson (förste kapellmästaren var då Luigi Arditi).
Efter sju år i London reste till USA, där han anställdes som soloklarinettist i Patrick Gilmores orkester. Sedermera emottog Ringwall bandmästarebefattningen vid USA:s femte infanteri vid Fort Keogh i Montana. Efter erhållet avsked kom han till Minneapolis 1883. Ringwall, som var känd som en av USA:s främsta klarinettister, blev förste klarinettist i Boston Symphony Orchestra 1892. Där stannade han i fyra år och kom sedan tillbaka till Minneapolis för att överta direktörskapet vid Svea musikkår. Ringwall var orkesterdirigent för de skandinaviska sångarfesterna i Minneapolis 1891, i Chicago vid världsutställningen 1893 och i New York (Carnegie Hall) 1897. 